# S/2009 S 1

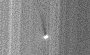
리간이라는 이 위성의 카시니-하위헌스 이미지. 밝은 빛이 토성의 B 고리의 긴 그림자를 투사하고 있다.

리간은 토성의 B 고리의 바깥 부분에 심어진 작은 위성이다. 행성으로부터 117,000 km 떨어진 채로 궤도를 돌고 있다. 이 위성은 2009년 7월 26일 카시니-하위헌스에 의해 발견되었다.

## 같이 보기
- 토성의 위성
- 토성의 고리